# Ashfield District
Ashfield District  är ett distrikt (motsvarande kommun) i grevskapet Nottinghamshire i England, Storbritannien. Distriktet har 127 179 invånare (2022). Större orter är Hucknall,  Kirkby-in-Ashfield och Sutton-in-Ashfield. Större delen av distriktet saknar indelning i civil parishes, men i söder finns tre stycken, Annesley, Felley och Selston.